# تطاوين

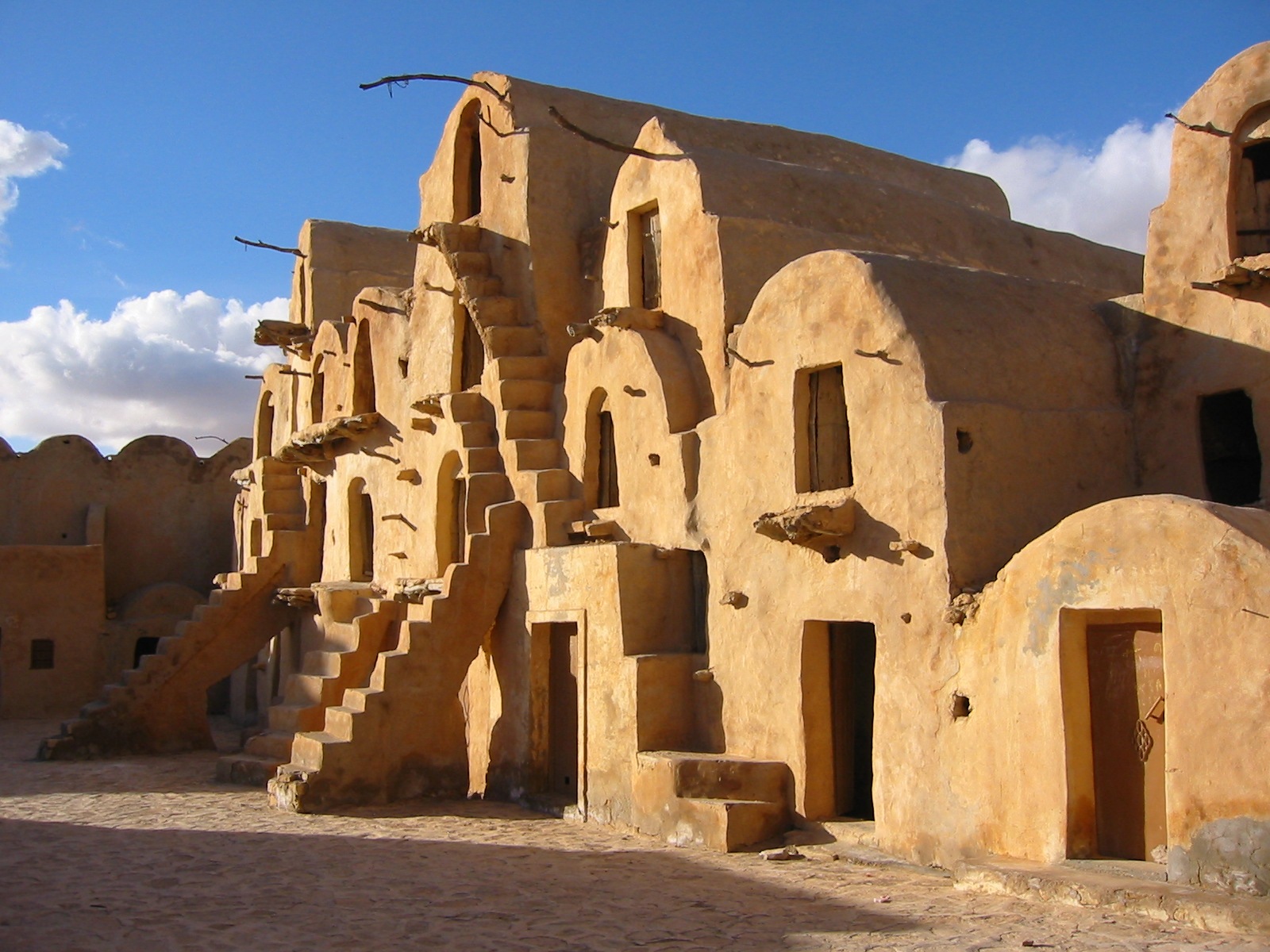
قصر أولاد سلطان قرب مدينة تطاوين

تطاوين: مدينة تونسية تقع في أقصى الجنوب الشرقي للجمهورية التونسية، وهي ومركز ولاية بنفس الاسم. عدد سكانها تجاوز 91300 بحسب إحصاء تقديري عام 2020 للمعهد الوطني للإحصاء. يقطن سكان تطاوين أساسا شرق الجهة الذي يحده طبيعيا عن الجهة الغربية الصحراوية سلسلة جبال مطماطة. وتعتبر هذة السلسلة الجبلية هي وسلسلة جبال الظاهر من المشاهد الطبيعية في ولاية تطاوين. وليست الجهة الشرقية بأوفر حظا فأغلبها (40%) أراض قاحلة تعاني من نقص فادح في الموارد المائية السطحية ومراعي الأغنام.

## التاريخ

### التسمية
تطاوين أو تطاون (بكسر التاء) لفظة أمازيغية تعني العيون الجارية. وجاء في الرواية الشفوية أن المكان الذي أحدثت فيه قرية تطاوين باسم عيون جارية يسمّيها سكان المنطقة إلى اليوم بلفظ الشّريعة وهي أحد روافد وادي تطاوين الذي يتميز باتساع مجراه المنساب عند قدمي الجبل الأبيض منحدرا من جبال الدويرات ومتجها نحو وادي فسّي" حتى أن المنطقة نعتت باسمه. ويسمى هذا الموقع أيضا بفم تطاوين إشارة إلى ثغرة فسيحة بين جبلين بسلسلة الجبل الأبيض تقع عند مدخل تطاوين من الجهة الشمالية الغربية وهي تمثل نقطة عبور لكل قادم نحو منطقة تطاوين. أما من الناحية الجنوبية فإن هذا الفم ينتهي بمضيق في شكل عنق يسمى محليّا "بالرقبة". وهو يربط المنطقة بسهل الفرش ومن خلاله تتصل بمرتفعات جبل دمّر والصحراء.
ولا شك أن للوفرة النسبية لنقاط الماء بهذا المكان هيّأه ليكون واحة يانعة بنخيلها تربعت داخل سهل الجفارة بين مجموعة من القرى الأمازيغية المنتصبة على قمم الجبل الأبيض (تازغدنت، بني بركة، قطوفة، سدرة...) وجبل دمّر (غمراسن، شنيني، الدويرات، قرماسة) وهو ما أكسبها أهمية إستراتجية لدى مواكب الحجاج وقوافل التجار.
ورغم قلة المصادر التي ذكرت هذه الواحة فقد وجدت إشارة لها لدى أحمد بن سعيد الشّماخي في كتابه «السير» عند حديثه عن الإباضي عبد الوهاب بن رستم في حوالي القرن 9 ميلادي إذ قال «و لما تمكن من الخلافة وانقطعت مادة الفساد والفتنة وهدأت الأوطان وأراد الحج فارتحل حتى نزل جبل دمّر وله مسجد مشهور يعرف بمسجد عبد الوهاب وله في تطاوين مصلى غير مسقف وكنت أتيته في موعد بيني وبين بعض المخالفين، فطلبت من أهل البلاد فسقّفوه». وهو دليل يؤكد أن تطاوين كانت تقع على طريق ركب الحجيج، إذ كان الحجاج القادمين من المغرب بالاتجاه البقاع المقدسة يتخذونها مرفأ للاستراحة والتزود بالماء.
كما ذكرها بعض الرحالة الفرنسيين الذين زاروا الجنوب التونسي في أوائل القرن العشرين مثل بلوندال blondel الذي زار المنطقة حوالي سنة 1903 قائلا «واحة هامة لا تختلف عن الواحات الأخرى، لكنها أقل خضرة واستغلالا من واحة قابس، إلا أن لطف مناخها وجمال نخيلها الذي تنطلق جذوعه نحو السماء مخترقا الرمال وعينها الجارية الواقعة على أطرافها، منحت المكان ظروفا ملائمة للراحة والتأمّل» أما إميل ماكار Emile Macquart الذي زار المنطقة حوالي 1905 فقد ذكر في دراسة له حول سكان الغيران بأقصى الجنوب التونسي ما يلي «بعد مرورنا بحضيض الوادي في طرق ملتوية بين قمم الجبال حتى قمتي جبل بوقرنين اللتان تحاكيان ذروة الناقة. وجدنا فجأة على يسارنا واحة بائسة، طمرتها الرمال وهي خالية من كل شواهد التهيئة والاستغلال إلا من بعض أشجار النخيل ذات الجذوع النحيفة المبعثرة هنا وهناك، وتتوسطها عينا ماء صغيرة تعفنت مياهها بسبب ضعف صبيبها فعمّرها» شعب«من الضفادع بينما نلاحظ في أطراف هذه الواحة حدائق جميلة من خلق مكتب الشؤون الأهلية بالمكان» وبغض النظر عن النزعة الاستعمارية الواضحة في هذه الشهادات التي تحاول التركيز على انجازات ضباط الشؤون الأهلية بالمنطقة فإنها تؤكد وجود بقايا واحة بفم تطاوين في مطلع القرن العشرين.
ما اتفقت الدراسات على أن واحة تطاوين بموقعها داخل سهل الجفارة كانت تمثل إحدى المحطات الواقعة على مسالك القوافل التجارية التي تربط بلاد السودان بالسواحل المتوسطية عبر غدامس ومروراً ببئر قصيرة أو بئر الطويل داخل هضبة الظاهر ثم الجبل الأبيض عبر ممر البريقا للوصول إلى قابس في ظرف وجيز لا يتجاوز 15 يوما وقد كانت المواد الأساسية والمربحة لهذه التجارة إلى حدود منتصف القرن التاسع عشر الاتجار بالعبيد إلى جانب مواد أخرى ذات قيمة عالية لندرتها كالتبر وريش النعام وجلد الفيلالي مقابل ما يستورده هؤلاء التجار من منتوجات أوربية تدفقت إلى الجنوب التونسي عبر موانئه (قابس وجربة) كالأسلحة والبارود والورق والملابس والعطور....ولضمان مرورها بسلام نحو سهل الجفارة كانت هذه القوافل تقف عند واحة تطاوين للتزود بالماء والاستظلال بنخيلها وخاصة للاحتماء بقبائلها، الذين تخصصوا في خفر القوافل مقابل ضريبة العادة.
ولئن استغلت هذه الواحة الظليلة كمرفأ ومحطة عبور لمواكب الحجيج والقوافل التجارية فقد كانت أيضا نقطة ارتباط ومركز أراضي قبيلة الودارنة البدوية.

### السكان
سكان تطاوين هم خليط متجانس من الأمازيغ والعرب. الأمازيغ يتمثلون في قبائل الدويرات شنني قطوفة تونكت المقدميني، الجلالطه، وبني يخزر ثم الغمراسنية... أما العرب فهم قبيلة الودارنة ينقسمون إلى أولاد عبد الحميد وهم الكراشوة والزرقان والعمارنة والحميدية والعواديد وأولاد سليمان وأولاد شهيدة وأولاد دباب. وقبائل العجاردة والدغاغرة والمقابلة والذهيبات وهم قبائل هلالية تم قبيلة الجليدات الأدارسة الاشراف. مع العلم أن هذا كله يبقى للتأكيد لأن العديد من الأمازيغ تعرب...
أما الأمازيغ فقد عرفوا بسيطرتهم على المنتوج الزراعي كالزيتون والنخيل والتين واللوز... أما بالمقابل سيطرت القبائل العربية على المنتوج الحيواني من ماشية ومشتقاتها كالصوف واللبن واللحم بجميع أنواعه (الماعز..الإبل..الخرفان..الطيور الداجنة).

### مركز وطن الودارنة
كانت واحة تطاوين أو فم تطاوين قاعدة مجالات قبائل الودارنة أو «وطن الودارنة» حسب ما أوردته المصادر الاستعمارية. تعتبر قبيلة الودارنة وهي فرع من فروع كونفدرالية ورغمة مجمعا لجملة من القبائل البدوية ذات الأصول العربية وهي على الأرجح تتفرع بدورها إلى ثلاثة أقسام كبرى هي أولاد سليم وأولاد عبد الحميد والجليدات.
كان استقرارها بالمنطقة على إثر موجتين هجريتين، الأولى خلال القرن الحادي عشر والثانية خلال القرن السادس عشر ميلادي. فمنذ القرن الحادي عشر ميلادي عرف الجنوب التونسي هجرة مكثفة من عرب بني هلال وبني سليم قادمين من جنوب مصر نحو الشمال الإفريقي فكان سهل الجفارة مستقرا لبعضهم ومحطّة عبور لمن أراد منهم مواصلة طريقه إلى شمال البلاد وإلى الغرب الأقصى. إلا أن جزء من هذه القبائل خير حط الرحال بالجهة مما أدى إلى قلب معالم التركيبة البشريّة السائدة بتفعيل دور العرب الذين ساهموا في انتشار البداوة بينما فرّ السكان الأصليون من البربر إلى أعالي الجبال واطمئنوا فيها داخل حصون وقلاع.
أما الهجرة الثانية فكان مأتاها من الساقية الحمراء جنوب المغرب الأقصى حسب ما نحتته الأسطورة التي احتفظت بها ذاكرة الأهالي ودوّنتها بعض الدراسات باعتبارها شكلا من أشكال المحافظة على الماضي وصيغة من صيغ استحضاره. تذكر هذه الأسطورة أن جذور قبائل الودارنة تعود إلى السّاقية الحمراء (جنوب المغرب الأقصى). إذ أن الشّريف الإدريسي موسى بن عبد الله قدم صحبة ستّة من أخوته في منتصف القرن السادس عشر واستقرّ قرب قلعة حمدون (على جبل غمراسن اليوم)، وشرع في إعادة نشر الدين الإسلامي بالمنطقة متعللا بنسبه الشريف الذي يرتقي إلى الأشراف الحسينيين وهو ما اكسبه ثقة أهالي قلعة حمدون والمجموعات القريبة منها الذين أصبحوا أوّل أشياعه فوحّدهم داخل كنفدرالية ورغمّة. وإثر وفاة الشّريف الإدريسي في نهاية القرن السّادس عشر انفصمت وحدة ورغمّة وانفرد كل من الأخوة الستّة بمجموعة قبليّة اتّخذت اسمه واختارته راعيا لها ومنها قبيلة الودارنة نسبة إلى الودرني الذي«ودّره إخوته بالقبلة» أي أبعدوه إلى الجنوب. وتقول الأسطورة أيضا أن الودارنة في طريقهم إلى سهل الجفارة واجهوا أولاد يعقوب الذين كانوا مستوطنين بواحة تطاوين وتمكنوا من إجلائهم نحو هضبة الظاهر واستغلوا المكان لصالحهم ومن المرجح أن أولاد يعقوب هم أول المستغلين لواحة تطاوين وأول من مارس بها غراسة النخيل ولقد فرضت الظروف المناخية القاسية المتميزة بندرة الأمطار وامتداد الصحراء على قبائل الودارنة تبني نمط إنتاج نصف رعوي يتقاسمه هاجس البحث عن المرعى والأراضي الصالحة للحراثة طيلة دورة رعويّة وزراعية تمتدّ على سنة كاملة وهي تنطلق بنزول أوّل أمطار الخريف حيث تنطلق عمليات البذر والبحث عن المرعى داخل مسارح واسعة من الأراضي، تقع ضمن مجالات نفوذها الموروثة في سهل الجفارة بين وادي فسّي وغربي خوي المقيطع. وتتوج هذه الدورة في شهر ماي بنهاية موسم الحصاد وعودة الأسر لقضاء مصيفهم قرب قصورهم حيث ينكبّون على تخزين حبوبهم والعناية بحقولهم. لذلك كانت مواردهم الحياتية هشة إذ ارتبط وجودها أو عدمه بكمّيات الأمطار النازلة، فاقتصرت على بعض الموارد الحيوانية كاللحوم والألبان والصوف.
وقد دفعتهم هذه الوضعية القلقة إلى الدخول في علاقات تبعية متبادلة مع سكان القرى البربرية المتاخمة لهم في إطار ما سُمي بعقود«الصحبة». فقد كانت تربط البيوت الودرنية الكبرى من أولاد دباب وأولاد شهيدة والحميدية والزرقان والعمارنة وجبالية الشريط الجبلي (جبلي دمر والجبل الأبيض) عقود حمائية ذات صبغة اقتصادية تجمع بين كل حامي عربي وجبالي محمي. كناية عن نوع من التكامل بين الجبالية وأصناف البدو الودارنة.
ويبدو أن واحة تطاوين بموقعها داخل سهل الجفارة ومميزاتها الطبيعية كنقطة ماء كانت تمثل مجالا حيويا للودارنة وهو ما تؤكده بعض الروايات الشفوية التي تداولها أهالي المنطقة كقولهم أن الأرض التي بني عليها سوق القرية كانت «مقيل معيز الدغاغرة». وبغضّ النظر عن صحة هذا القول أو عدمه فمن المرجح أن الرعاة كانوا يسوقون قطعان مواشيهم نحو هذه الواحة للقيام بعملية السّقي من عيونها والاستظلال تحت نخيلها. فما هو مصير هذه الواحة بعد الاحتلال الفرنسي للبلاد.

## تاريخ الجهة

### ما قبل الاستعمار الفرنسي
يجزم أكثر المهتمين بتاريخ تطاوين إلى أنها مدينة أنشأها المستعمر الفرنسي في القرن العشرين. لكن يبدو أن هذه الفكرة غير صحيحة. ذلك أن أول ذكر لتطاوين كان في نهاية القرن 15م أي قبل قدوم الفرنسيين ب4 قرون تقريبا. حيث أورد الشماخي في كتابه السير أن الأمير عبد الوهاب بن رستم مر بتطاوين وتلالت في طريقه إلى الحج. وأنه بقي بهذه المناطق قرابة 7 سنوات. وأنه بنى بها مسجدا وأشرف على توحيد صفوف أتباعه. وحتى يكون الأمر أكثر دقة يشار إلى أن جهة الجنوب كانت في ذلك الوقت تتبع المذهب الإباضي وهو أحد مذاهب الخوارج
الذين انحسر وجودهم اليوم بجزيرة جربة. بعأ ان تحول الجنوب كله إلى المذهب المال ي.مذهب أهل السنة..بعد قدوم المرابطين موسى الورغي ورفاقه.
و الشماخي نفسه مؤلف كتاب السير رغم أنه مولود بيفرن بالقطر الليبي إلا أنه تلقى تعليمه بكل من تلالت وتطاوين حيث كانت تعتبر آنذاك من مدارس الإباضية ومن المعلوم أيضا أن كثيرا من علماء الإباضية هم من أصيلي منطقة جبل دمر أي سلسلة الجبال المارة من تطاوين. يبقى من المؤكد أن مركز المدينة حديث العهد وتم إنشاؤه خلال بداية القرن العشرين على يد المستعمر الفرنسي بعد أن كانت جهة من واحات آهلة بالسكان وقرى منتشرة هنا وهناك منها ما هو ما زال قائما إلى الآن ومنها ما اندثر وتحول إلى آثار. ومما يرجح هذا الرأي أن تطاوين كما يقول المستكشفون الفرنسيون الأوائل كانت عبارة عن واحة من النخيل وعيون ماء تجري. وهو ما يسمى اليوم الشريعة وهي المنطقة الموازية للطريق الرابط بين الرقبة وتطاوين من الجهة الغربية. علماً أن هذه الواحات قد تكون هجرت في زمن لاحق قبل مجيء الاستعمار ولكنها بالأكيد كانت عامرة بتجمعات سكانية منتشرة عبر الوهاد والأودية المحيطة بجبل دمر وفرعه الجبل الأبيض. هكذا كما ورد في سيرة الشماخي فقد ذكر بالاسم تطاوين وتلالت هكذا كما يتم تسميتهما حاليا.

### إبان الاحتلال الفرنسي

#### مراحل الحضور الاستعماري بالمنطقة
مثّل فم تطاوين آخر نقطة في مسار احتلال البلاد التونسية فبعد الفراغ من إخضاع مدن الشمال والوسط الثائرة بموجب معاهدة الحماية المفروضة على البلاد التونسية في 12 ماي 1881 انكبت القوات الفرنسية على دراسة سبل احتلال الجنوب التونسي والوصول إلى التخوم طرابلسية- التونسية حيث ترابط فلول القبائل المهاجرة من شمال البلاد ووسطها وهو ما عبر عنه صراحة أحد التقارير في قولها «فم تطاوين يمثل النقطة الأخيرة التي من الإيجابي احتلالها عند توفر قوات عسكرية كافية لأننا سنكون بذلك على أبواب وطن الودارنة وسنتمكن من قطع الطريق أمام قبائل الشمال الفارة إلى البلاد الليبية الطرابلسية بالتواجد على مشارف هضبة الظاهر ومراقبة حوض وادي فسّي».
ولئن أكد هذا التقرير على الأهمية الإستراتجية لفم تطاوين «وطن الودارنة» في صيرورة إخضاع قبائل الجنوب الشرقي التونسي إلا أننا لا يمكن بأي حال أن نفصل مصيره عن بقية عروش ورغمة التي استنفرت القوات الفرنسية كل إمكانياتها لإخضاعها وكسر شوكتها. لذلك قررت إخضاع وطن ورغمة ومنه النفاذ إلى وطن الودارنة.
لقد أنجزت هذه المهمة على اثر حملتين عسكريتين كانت الأولى بقيادة الجنرالين فيليبار وجامي دامت من مارس إلى جويلية 1882 والثانية بقيادة الجنرال لاروك التي استغرقت من أواخر 1882 إلى فيفري 1883 استهدفت الحملة الأولى سكان القرى الجبلية على التخوم الشمالية لوطن الودارنة وذلك بهدف السيطرة على نقاط اصطيافهم قبل موسم الحصاد ومنعهم من تخزين محاصيلهم وبالتالي إحداث عجز غذائي لديهم ييسّر عمليّة إخضاعهم.إلا أن تفطن السكان إلى خطورة الوضع جعلهم يفضلون الانسحاب وخلق فراغ كامل أمام القوات الفرنسية. الذين لم يبق أمامهم إلا اللجوء لسياسة الأرض المحروقة للمنطقة بإتلاف المحاصيل وحرقها، مما أرغم بعض القبائل من الجباليّة (غمراسن، بني بركة، قرماسة، وشنيني...) على طلب الأمان بين 19 و21 أفريل 1882.غير أن الأمور لم تقف عند هذا الحد فقد أمر فليبار بالتوجّه لإخضاع الودارنة بينما وجّه فيلق جامي إلى قبائل التوازين المخيّمين بالحوض السّفلي لوادي فسّي. وبسرعة تمكن فيليبار يوم 9 ماي 1882من دخول واحة تطاوين أقام معسكره الأمر الذي هدد أمن القرى الجبليّة القريبة. فأسرعت في طلب الأمان مرة ثانية. إلا أن هذه الحملة انتهت بحلول فصل الصيف إذ انسحبت الفيالق بسبب قساوة المناخ لتعود مرة ثانية في ديسمبر 1882 بقيادة الجنرال لاروك.
انطلقت الحملة الثانية في 12 جانفي 1883في شكل عمليات عسكرية واسعة ضد قبائل التوازين والودارنة الذين رأوا في انسحاب القوات الفرنسية علامة عجز وضعف فاستأنفوا عمليات الإغارة على القبائل الخاضعة. وقد نتج عن هذه العمليات توافد القبائل المستقرّة طالبة الأمان بينما فضّلت القبائل البدويّة الكبرى الفرار إلى الصحراء إلاّ أن سرعة تحرّك هذا الفيلق وتطوّر الآلة العسكرية التي يملكها مكّنته من إدراكهم في قصر تاملست، فقدم أعيان هذه القبيلة وعلى رأسهم شيخهم سالم بوعجيلة مستسلمين وقبلوا ضريبة الحرب التي فرضت عليهم. ثمّ واصل الفيلق تحرّكاته نحو قبيلة الكراشوة التي أخضعها واقتطع منها عديد الغنائم ليعود من جديد إلى قابس تاركا في معسكر أم التّمر كتيبة بقيادة الجنرال روبيلي Rebillet إلاّ أن غياب أي حدود واضحة بين الايالتين (الطرابلسية والتونسية) دفع بالقوات الفرنسيّة إلى تأجيل التدخّل المباشر بأراضي الودارنة وذلك تحسّبا لأي مشاحنات حدوديّة يكون لها أبعاد دولية، وخيّرت الحلّ المحلّي، المتمثّل في مخزنة قبيلة الودارنة بمقتضى أمر صادر في 15 أكتوبر 1884 .مقابل إعفاء أفرادها من دفع ضريبة المجبى.إلا أن فشل هذه التجربة تدرج بالمنطقة نحو الحضور العسكري المباشر.

#### تركيز مقر الإدارة العسكرية بفم تطاوين
لقد أدى فشل تجربة قبائل المخزن في أواخر سنة 1886 إلى تعدّد المشاورات بين وزارة الخارجية ووزارة أركان الحرب حول إعادة احتلال وتنظيم أقصى الجنوب التونسي. ففي جانفي 1887 توصّلت هذه المفاوضات إلى قرار يقضي بضرورة إقرار مراكز للإدارة العسكرية المباشرة بالمناطق الحدودية بأقصى الجنوب التّونسي. وتكوين جهاز للمخزن النظامي يسهر على استتباب الأمن بها. وفي أواخر 1887 اتفق على تعيين الضابط لابان lapaine لخطة ضابط للاستعلامات يكون مقره بقرية الدويرات. فأمر بمغادرة قاعدة أم التمر مع فرقة من الجيش إلى فم تطاوين أين ركز ثكنة تحت إشراف فرقة من المشاة وفيلقين من الخيالة. ثم واصل طريقه محفوفا بدليلين من مركز أم التمر واثني عشر صبايحيا إلى قرية الدويرات حيث أسس يوم 9 جانفي 1888 مكتبا للاستعلامات.
و حسب أحد تقارير مصلحة الشؤون الأهلية يعزى اختيار قرية الدويرات كأفضل موقع لإحداث مركز للاستعلامات لعدة اعتبارات منها أن القرية المذكورة هي مركز قديم آهل بالسكان المستقرين الذين فرضت عليهم ظروف الاستقرار الاستكانة واختيار الحلول السلمية حيال المستعمر وتزويده بالمعلومات اللازمة لفرض سيطرته على السكان. إلا أن الموقع الطرفي لهذه القرية وصعوبة المسالك المؤدّية إليها جعلها بعد فترة قصيرة من التجربة غير ناجعة لاحتضان مركز للإدارة العسكرية ممّا دفع بالقوات الفرنسية إلى التعجيل بنقل مكتب الاستعلامات في ماي 1890 إلى فم تطاوين وسط أراضي الودارنة . حيث تسهل مراقبتهم وتتوفر إمكانية تنفيذ عملية توطينهم .
لقد مثّل انتقال مكتب الاستعلامات إلى فم تطاوين منذ سنة 1890، نقلة نوعية في تاريخ واحة تطاوين التي تحولت من مركز لسلطة عسكرية إلى مركز إداري وتجاري كان النواة الأولى لنشوء أول مركز حضري بفم تطاوين.

## إحداث النواة الأولى لقرية تطاوين

### بناء السوق وبعض المنشآت العمومية
انكب ضباط الشؤون الأهلية، بعد تمركزهم على أطراف واحة تطاوين قرب ثكنة الجيش التي رابطت بها منذ 1888 كتيبة من الجيش الإفريقي وفرقة من الصباحية على تنفيذ سياسة توطين البدو التي كلفت بها القيادة العسكرية بمدنين منذ إحداثها في ماي 1889 لأسباب أمنية وأخرى اقتصادية كان هدفها الأساسي حسب دراسة الضابط شافان «حمل قبائل ورغمّة على التخلص من عاداتهم في النهب وقطع الطرق ومحاولة توطينهم داخل أراضيهم ببناء السدود والطرقات ونقاط الماء والقصور والمدارس ...والعمل على ضبط الحدود التونسية – الطرابلسية ودراسة مسألة تطوير العلاقات التجارية مع السودان عبر غدامس» ويبدو أن السوق كان أول المنشآت الاستعمارية التي شرع ضبّاط الاستعلامات في تشييدها مباشرة بعد تحويل مكتب الدّويرات إلى فم تطاوين في فضاء «بكر» لم يشهد سابقا مظاهر التعمير فقد وصف ماكار Macquart المكان قائلا «ثكنة ومكتب متواضع للشؤون الأهلية وسوق، هذه تطاوين بأكملها» كان الهدف من وراء إحداث مركز تجاري بفم تطاوين خلق نقطة ارتباط لاستقطاب السكان ولأنشطتهم الاقتصادية .و استنباط أداة لمراقبة السّكان عن قرب لأن السّوق إلى جانب كونه مؤسسة اقتصادية خدماتية فهو مؤسسة اجتماعية ينتصب فيها القاضي لحل النزاعات والعدول لكتابة عقود الزواج والطلاق والبيع ... .لذلك اختار ضباط الشؤون الأهلية تصميم تخطيط هذا السّوق على بعد حوالي نصف كلم شرقي معسكرهم .وتقول بعض الروايات بأنها فكرت في تصميمه في مكان يعرف اليوم «بغرغار» إلا أنها أدركت أن المكان ليس قابلا للتوسع. ففضلت مكانا أكثر امتدادا وانفتاحا على بعد حوالي 3 كلم من واحة تطاوين. وشرع كمرحلة أولى في تنفيذ تصميم يتشكّل من ساحة محاطة في جهاتها الأربع من دكاكين ذات مقاسات متجانسة .
و تذكر التقارير العسكرية الفرنسية الخاصة بحيثيات بناء هذا السوق أن الأرض التي بني عليها السوق هي"هبة" من قاضي الجبل الأبيض محمد الصغير المقدميني" إلا أن المصادر الوطنية أثبتت عكس ذلك فقد كانت أرض السوق والأراضي المحيطة بها حبسا لأولاد سيدي عبد الحنين أحد عروش الجليدات إلا أن ملكيتها انتقلت عن طريق البيع في عديد المناسبات لصالح قاضي الجبل الأبيض ومكتب الشؤون الأهلية حيث يعود تاريخ إحدى العقود في هذا الشأن إلى أفريل سنة 1891. كما فوتت عديد الأراضي لصالح مجموعة من المخازنية حسب وثيقة بيع مؤرخة في 3 فيفري1903. ويذكر نفس المصدر بان أصحاب هذه الأراضي "أجبروا تحت الضغط النفسي والجسدي لمكتب الشؤون الأهلية على بيع أراضيهم " لذلك اعتبرت دولة الاستقلال كل المطالب الاستحقاقية بخصوص هذه الأراضي لاغيه باعتبار عدم قابلية الحبس للبيع وتغليب المصلحة العامة لان هذه الأراضي احتضنت منذ عقود طويلة منشآت عمومية هذا إلى جانب الأخذ بعين الاعتبار تطبيق قانون إلغاء الاحباس لسنة 1957 انطلق نشاط هذا السوق منذ 24 جويلية 1890، رغم تأخر الإعلان عن افتتاحه الرسمي بصدور أمر عليّ في ذلك سنة 1895 .و بعدما حددت أيام انتصابه بيومي الاثنين والثلاثاء من كل أسبوع. ولقد أشارت بعض التقارير إلى التنامي غير المتوقع في قيمة مبادلاته منذ السنوات الأولى لتأسيسه فقد قفز رقم معاملاته من 350000 فرك سنة 1890 إلى مليوني فرنك سنة 1913، مما مكّنه من إحتلال المرتبة الثانية بعد سوق جرجيس، من جملة 13 سوقا متواجدة بالتراب العسكري، حتى أصبح عدد دكاكينه المائة غير كاف لاستيعاب التنامي المستمر لأنشطته فتّم التخطيط لبناء دكاكين أخرى على امتدادها من الخلف مباشرة.
و لعل من أبرز أسباب تنامي النشاط الاقتصادي لهذا السوق الإجراءات التي اتخذت لصالحه بإيعاز من الجنرال روبيلي Rebillet القائد الأعلى للقوات الفرنسية بمدنين الذي راهن على أهمية هذا السوق باعتباره محطة إستراتجية على طرق التجارة الصحراوية فقد أوصى باحتكار كل الأنشطة التجارية داخل السّوق وحرمان سكان القرى الجبلية من دورهم التقليدي في التجارة المحليّة والصحراوية وخاصة سكان قرية الدويرات .الذين تذمّروا من هذه السياسة التي تعتبر ضربا لحرية التجارة وعائقا أمام ممارسة تجارة التفصيل. كما ركّز على استقطاب جزء كبير من التجارة الصحراوية بإقرار حرية التجارة وإعفاء المنتصبين بالسوق من دفع الأداءات الجمركيّة وضريبة المحصولات. وتنظيم إدارة السوق بتأسيس لجنة للإشراف على سير الأنشطة التجارية وإقرار الأمن بالسوق. كما قام ضباط الشؤون الأهلية بتوطيد وتهيئة شبكة من المسالك والطرقات المؤدية للسوق لتسهيل وصول السّكان إليه ولا يجب أن نغفل أيضا الأهداف الاستعمارية المتمثلة في تسهيل الوصول إلى أماكن وجود البدو الودارنة .
ويبدو أن تنامي أهمية السوق وارتفاع مداخليه حفز الإدارة العسكرية على تدعيمه بإحداث عدّة بناءات عمومية يكون لها نفع في حياة الأهالي فقد سمحت الأرباح الناتجة عن بيع الأراضي بتشييد محكمة للقاضي الشرعي قريبة من السوق وبناء الجامع سنة 1898 الذي أضيفت إليه المئذنة سنة 1903. ثم تتالت المنشآت ففي سنة 1911 تم بناء المسلخ البلدي وفي سنة 1912 بناء رحبة الحبوب وسط ساحة السوق وسنة 1913 بنيت الدكاكين الخاصة بالقصابين وفي نفس السنة احدث مركز البريد وفي سنة 1914 أحدثت المصحة الاستشفائية وفي سنة 1915 شرع في بناء المدرسة الابتدائية التي تم انجازها سنة 1916 مع الإشارة إلى أن التعليم انطلق بتطاوين في 6 أكتوبر سنة 1908 كما ركّز ضبّاط الشؤون الأهليّة جهودهم على توفير الماء بالقرية بتفجير بئر وتهيئة فسقية عمومية.و هكذا تهيأت هذه القرية المحدثة في ظرف ثلاثين سنة إلى الارتقاء إلى مصاف البلديات بموجب أمر عليّ صادر في 6 أوت 1920 وشهدت انعقاد أول جلسة للمجلس البلدي بتطاوين يوم 24 نوفمبر 1920 برئاسة محمد الصغير المقدميني كاهية تطاوين وبعضوية:
- محمد الفاتح بن محمد الصادق
- عمر بن رمضان الهواري
- سالم بن محمد بن عبد الله المقدميني
- ربي داويد بن باتو كوهين
- نسيم بن خليفة المغربي
- علي بن سالم شاروندي (الذي اعتذر عن الحضور)

وبموجب الأمر العلي المؤرخ في15 أكتوبر 1921 تم ضبط حدود المجال البلدي المستفيد من الخدمات البلدية والخاضع للأداءات .

### أوائل المتساكنين بالقرية
تشير المصادر بأن القسم الأكبر ممن عمر هذه القرية في بداياتها يتكون من يهود كانوا توافدوا على السوق منذ تأسيسه فقد بلغ عددهم حسب إحصاء السكان لسنة 1921، 369 فردا. ورغم نسبتهم المتواضعة التي لا تتجاوز 1,02بالمائة من العدد الجملي لسكان المنطقة فإن فاعليتهم كانت كبيرة على المستوى الاقتصادي إذ احتكروا قسطا هاما من عائدات السوق باحتكار تجارة التفصيل وممارسة النشاط الربوي، مما مكّنهم من شراء أراضي لبناء منازل خاصة وصفتها إحدى الدراسات على أنها «منازل جميلة ذات الطابق أو الطابقين زينت بشرفات خضراء ذات طراز أروبي وحليت برسوم تشير إلى الانتماء العقائدي لأصحابها» وقد نافس اليهود بهذه القرية الناشئة تجارا مسلمين قدموا من جربة وقابس للانتصاب بالسوق وبعض السكان المحليين من سكان القرى الجبلية مثل الدّويرات وشنني الذين أجبروا على تحويل أنشطتهم التجارية نحو سوق تطاوين إلا أن المصادر لا تشير إلى استقرار هذه الفئة بالقرية، ومن المرجح أنهم خيروا المحافظة على سكنهم بقراهم . وإلى جانب التجار فإنه من البديهي أن يسكن مركز تطاوين عدد من مستخدمي الإدارة الفرنسية من ضباط الشؤون الأهلية ومخازنية حظيوا بامتيازات هامة. فقد اغتصبت لصالحهم أراض من حبس سيدي عبد الحنين لبناء مساكن ووزعت عليهم مجانا في مناسبات عديدة مقاسم لممارسة البستنة تصل أحيانا إلى 25 قطعة للفرد الواحد.
ويبدو أن هذه القرية لم تكن مكانا خصبا لاستقطاب المستوطنين الفرنسيين والأجانب (كالمالطيين والإيطاليين)، على عكس القرى المحدثة بمناجم قفصة والقرى الزراعية بالشمال التونسي (النفيضة، سوق الأربعاء، ماطر...)، لقساوة مناخها وافتقارها لثروات طبيعية فقد كان السكان الأجانب لا يتجاوزون الـ 41 شخص حسب إحصاء سنة 1921 منهم 33 فرنسي و 08 من جنسيات أروبية أخرى .
و عموماً فإن إحداث القرية كان مناسبة لفك عزلة المنطقة ويسّر لها تنويع نسيجها البشري باستقرار اليهود وبعض الأوروبيين . كما سهّل بداية اتخاذها في دائرة الاقتصاد النقدي أما السّكان المحليون من بدو ومستقرين فقد أصبح سوق هذه القرية يمثل لهم مركزا حيويا يتزودون منه بحاجياتهم من السلع الأوروبية (كالكبريت والصابون والقماش والسكر والشاي ...) التي تدفقت عبر موانئ الجنوب الشرقي، ونجحت بسرعة في اختراق العادات استهلاكية والغذائية الموروثة للسكان. كما كانوا يتجهون إلى السوق لترويج بعض الفوائض من منتوجاتهم كالحبوب لتوفير سيولة نقدية لازمة لاقتناء حاجياتهم، مما يضفي على السوق حركية وارتفاعا في قيمة معاملاته خاصة بعد موسم الحصاد إلا أن استيعاب هؤلاء السكان لأهمية هذا المركز في حياتهم اليومية ومعاملاتهم التجارية لم يتبعه عملية استقرار داخل القرية رغم توفره على جل المرافق الأساسية (المصحة والمدرسة...) بل بقيت علاقتهم بالمكان يحكمها نوع من التحفظ والخوف باعتباره مركز للسيادة الاستعمارية والحكم العسكري الصارم " فلم يكن أحد يجرؤ على الاقتراب من بناية مكتب الشؤون الأهلية وكان على كلّ من قادته قدماه طوعا أو كرها أن يؤدّي التحيّة اللائقة بمقام "الرّومي" سيّد المكان ... " ولعل أفضل دليل على ذلك محافظة الخيمة المأوى المفضل لدى البدو على موقع الصدارة داخل هرم أنماط السكن بمنطقة تطاوين الذي بلغ 5570 خيمة في حدود سنة 1924، بالمقارنة مع نمط الاستقرار في الأكواخ والمنازل الحجرية التي بلغ عددها 2360 منزلا و 760 كوخا فقط وهو مؤشر على تمسك البدو بنمط حياتهم فليس من اليسير إقناع البدو بالاستقرار والانخراط في عملية تحويل شامل في نمط إنتاجهم وفي سلوكياتهم وهياكلهم التنظمية الموروثة إذ أن نمط الإنتاج الرعوي القائم على البداوة "يتجاوز المعنى الضيق وهو الترحال بحثا عن المرعى إلى مفهوم أوسع يعني نمط عيش وعلاقات اجتماعية ونظرة إلى
العالم " لذلك استوجب سياسة توطين البدو عقودا طويلة لتصبح واقعا ملموسا.

## تاريخ المقاومة المسلحة بتطاوين
لتطاوين تاريخ حافل في مقاومة المستعمر ودحره ولعلّ الذاكرة الوطنية لا تنسى معركة رمادة والتي ذهب ضحيتها عدد هام من المقاومين أبرزهم القائد الشهير مصباح الجربوع الذي كان أحد قادة المقاومة المسلحة بجهة الجنوب الشرقي حيث كان يعمل بالتنسيق مع عدد من المقاومين من جهة تطاوين لعل أبرزهم الشهيد مقطوف البكاي. إلى جانب معركة رمادة الشهيرة فإن تطاوين شهدت عدة معارك أخرى حاول مؤرخي الجهة الأستاذ منصور بوليفة والأستاذ الضاوي موسى جمع شتاتها في مؤلفات وتسجيلات صوتية مع مقاومين شهدوا بعضا من المعارك. في ما يلي البعض مما يمكن أن يكون توثيقا لأحد أهم الفترات التاريخية التي عاشتها تطاوين...

### رمادة (19 فيفري – 25 ماي 1958)[8]
مرت معركة السيادة التي أعلن عن انطلاقها الحبيب بورقيبة في خطابه بتطاوين يوم 18 جوان 1956 مباشرة بعد حصول البلاد التونسية على استقلالها التام، بعدة مراحل وتراكمات ساهمت في إتاحة الظروف الملائمة لإجلاء آخر جند فرنسي عن التراب التونسي يوم 15 أكتوبر 1963. وقد شكّل
لت أحداث رمادة (19 فيفري – 25 ماي 1958)، التي أفضت إلى إمضاء اتفاق 17 جوان 1958 القاضي بجلاء القوات الفرنسية عن قواعدها ما عدا قاعدة بنزرت، خطوة هامة نحو تحقيق الجلاء التام. ورغم أهمية هذه الأحداث في تاريخ تونس المعاصر فإنها ظلت على هامش البحث الأكاديمي ولم تتطرق إليها الدراسات التاريخية إلا عرضا عند تناولها لقضية الجلاء، على عكس ما حظيت به أحداث الساقية ومعركة بنزرت من اهتمام. فقد اختزلت هذه الأحداث، في الذاكرة التاريخية الوطنية، في ذكرى «معركة رمادة» التي يحتفل بها يوم 25 ماي من كل سنة فتخصص لها الصحافة بعض المقالات التي لا تخلو أحيانا من أخطاء تاريخية. وهو ما استحثنا على تناول هذه الأحداث وتتبع تفاصيلها ودورها في جلاء القوات الفرنسية عن التراب التونسي من خلال الاعتماد على مدونة من المصادر المكتوبة والشفوية للمقارنة بينها وتصويب بعض الأخطاء التي شاعت في الروايتين الرسمية والشعبية واجتناب المبالغات وحتى بعض المغالطات علّنا نقترب من الحقيقة التاريخية.

### خطاب تطاوين وطرح مسألة الجلاء
طرح الحبيب بورقيبة مسألة الجلاء لأول مرة في الخطاب الذي ألقاه بتطاوين بعد ثلاثة أشهر من حصول البلاد على استقلالها التام وبعد أيام من نجاحه في إخماد آخر معاقل المعارضة اليوسفية في جبال تطاوين أثناء معركتي أقري وغار الجاني في أواخر شهر ماي 1956 بدعم من سلاح الجو الفرنسي، وقال «إن الاستقلال يرمي إلى إجلاء القوات الأجنبية عن أرضنا كما كان الاستقلال الداخلي يرمي إلى الاستقلال التام وإن أول مسألة سنتناولها بالحديث في باريس هي مسألة جلاء القوات الأجنبية عن أرضنا … ». وبذلك يبدو أن الاستراتيجية البورقيبية كانت واضحة فيما يتعلق بالجيش الفرنسي المرابط بالبلاد التونسية. فقد قرر أن وجود الجيش الفرنسي على التراب التونسي لم يعد له موجب. وهو قرار جاء رد وزير الخارجية الفرنسي عنه سريعا إذ صرّح أمام الجمعية الوطنية الفرنسية بأن «الجيش الفرنسي لن يخرج من تونس وأن بقاؤه بها ضروري لرد العدوان عن الجزائر ولضمان أمن الفرنسيين المقيمين بتونس». لكن رفض الحكومة الفرنسية لهذا المبدأ لم يثن بورقيبة عن التعبير أكثر من مرة على أن تونس لن تسمح بأن تتخذ فرنسا من أرضها قاعدة انطلاق تساعدها على كسب الحرب الدائرة بينها وبين الجزائر.
وقد كان الحضور العسكري الفرنسي بالبلاد التونسية سنة 1956 بحجم 56 ألف عسكري منتشرين في ثكنات ومواقع إستراتيجية في كامل التراب التونسي (بوفيشة وبنزرت وصفاقس وقفصة ورمادة وقصر غيلان وبرج البوف وذهيبة ورمادة)، وهو ما شكّل تحديا للقوات التونسية وحاجزا نفسيا يمنعها من القيام بمهمتها على الصفة التي يتطلبها السهر على الأمن وحفظ هيبة الدولة التونسية بوصفها مستقلة ذات سيادة.

### سياسة تضييق الخناق على تحركات الجيش الفرنسي بالبلاد
ازداد تمسك الدولة التونسية بإجلاء الجيش الفرنسي عن التراب التونسي بعد تأكد محدودية هذه السيادة وإصرار القوات الفرنسية المرابطة بالبلاد على تجاهلها واعتداءاتها المتكررة على حرمة التراب التونسي منذ شهر ماي 1957، وما أدت إليه من خسائر مادية وبشرية واختطاف بعض المواطنين في المناطق الحدودية مع الجزائر حيث كانت تنشط جبهة التحرير الوطني الجزائري وتلقى المؤازرة من الجانب التونسي. مما أجبر الحكومة التونسية منذ 1 جوان 1957 على استخدام حقها في الدفاع الشرعي واتخذت قرارا بمنع تحركات الجيش الفرنسي خارج ثكناته دون ترخيص مسبق وأصدرت التعليمات بمحاصرته بإقامة سدود وحواجز من المواطنين بقيادة الجيش وقوات الأمن وقدماء المقاومين، خاصة بعد أن أعلن وزير الدفاع الفرنسي منذ 28 أوت 1957 «حق التتبع» للمقاومين الجزائريين بالتراب التونسي الذي اعتبرته الحكومة التونسية مسّاً بسيادتها. كما كثّفت من شكاواها إلى الأمم المتحدة التي بلغ عددها 26 شكوى بين سبتمبر وديسمبر 1957 حشدا للرأي العام الدولي لصالحها.
كما اتخذت الحكومة التونسية جملة من الإجراءات الأخرى فأصدرت قرارا يمنع الدخول إلى قاعدة بنزرت على كل باخرة عسكرية وقطعت الهواتف الرابطة بين مختلف الوحدات العسكرية الرنسية وأجبرت المعمرين الفرنسيين بالمناطق الحدودية على مغادرة ضيعاتهم ومقراتهم بسرعة لأنها لم تعد قادرة على ضمان أمنهم وأغلقت البعثات القنصلية، وقطعت المواصلات اللاسلكية بين الوحدات العسكرية الفرنسية بتونس والقيادة العسكرية بتبسة. كما أقرت حالة الطوارئ لمدة 3 أشهر بموجب القانون لصادر في 9 سبتمبر 1957 في الولايات الحدودية الغربية.

### منعرج الساقية: حشد المتطوعين والدفع نحو التصعيد
كن قصد ساقية سيدي يوسف بواسطة طائرات حربية فرنسية قادمة من الجزائر في 8 فيفري 1958، وما أنجر عنه من خسائر بشرية ومادية أدانها بشدة الرأي العام الوطني والعالمي، القطرة التي أفاضت الكأس ونقطة الإعلان عن انطلاق معركة جلاء الجيش الفرنسي عن التراب التونسي. فقد دعا الحزب الدستوري إلى الترفيع من وتيرة حشد المتطوعين لتضييق الخناق على الجيش الفرنسي وإجباره على الجلاء. وهو تواصل لذات السياسة التي تبناها الحزب الدستوري الجديد خلال فترة الكفاح ضد الاستعمار، والتي تقوم على التعبئة الشعبية ثم استثمار تلك التعبئة لإجبار فرنسا على التنازل شيئا فشيئا عن امتيازات وجودها بتونس.
وقد مثّلت ثكنة رمادة أو برج رمادة كما كان يسمى خلال الفترة الاستعمارية، أحد أهم المواقع العسكرية الفرنسية على المجال التونسي بالنظر إلى الكم العددي للجنود الفرنسيين المرابطين بها (في حدود 600 عسكري سنة 1958 تحت قيادة العقيد مولو Mollot) وكذلك لأهمية موقعها الاستراتيجي المشرف على المثلث الصحراوي الحدودي بين تونس وليبيا والجزائر، وبالتالي فإن وجود الجيش الفرنسي بها كان يمثل عقبة أمام الدعم اللوجستي الذي كانت تتلقاه جبهة التحرير الوطني الجزائرية على الحدود التونسية – الليبية.
تكونت تشكيلات المتطوعين من المقاومين القدامى في الخمسينات، على غرار مصباح الجربوع والساسي لسود، اللذين كانا من أوائل من تم استدعاؤهم للمشاركة في حشد المتطوعين نظرا لتأثيرهما الأدبي وقدرتهما على القيادة ومعرفتهما باستعمال السلاح تحت قيادة وحدات من الجيش والحرس الوطنيين حديثي التكوين، كما تم الالتجاء إلى قدماء المجندين بالجيش الفرنسي وإلى المخازنية وبعض اليوسفيين الذين تمتعوا بالعفو أو ممن قضوا فترة في السجن ثم أخلي سبيلهم، إضافة إلى حشد مئات الشبان المتمرسين باستعمال السلاح وخوض المعارك.
تم تجميع المتطوعين في مرحلة أولى بمقرات المعتمديات والعمادات ثم بمقر ولاية مدنين. ليقع فيما بعد إلحاقهم بالمراكز المخصصة للحراسة أو «العسة» كما كانت تسمى محليا. وتذكر الروايات الشفوية أن المتطوعين زودوا ببنادق جيدة، لم تكن مجهزة حتى بأحزمة لحملها مما اضطرهم لربطها بحبال، علما وأن الحكومة التونسية تلقت مساعدات أمريكية من الأسلحة في نوفمبر 1957. مما يدل على أنها كانت لا تستبعد الدخول في مواجهات مع الجيش الفرنسي أو في أدنى الحالات الاضطرار للدفاع عن النفس.
لكننا لا نملك رقما دقيقا لعدد المتطوعين ولا لعدد أفراد الجيش والحرس الوطنيين لعدم إتاحة أرشيف الجيش التونسي الخاص بمعارك الجلاء إلى حد الآن. إلا أن بعض الشهادات الشفوية قدرت أعداد الذين رابطوا في لسدود لتطويق رمادة بين 200 و 300 متطوعا قدموا من كامل أنحاء ولاية مدنين. أما الجانب الفرنسي فقد قدرت أعدادهم بـ1000 شخص منهم 400 من المدنيين المتطوعين و 600 من الجيش التونسي.
تمترس المتطوعين وقياداتهم من الجيش والحرس الوطنيين في مركزي بئر عمير وواد دكوك (على بعد 40 كلم تقريبا شمال رمادة)، ومنها تم إرسال مجموعات متفرقة من المتطوعين إلى المناطق المتاخمة لرمادة على بعد بعض الكيلومترات لتكوين حزام أمني على الطريق الرابطة بين رمادة وتطاوين شمالا ورمادة وبرج البوف (برج بورقيبة لاحقا) جنوبا في منطقتي كنبوت والبريقا وغيرهما من المناطق الواقعة على مشارف رمادة وقطع الطريق بين مقر قيادة الجيش في الثكنة والوحدة المرابطة ببرج البوف. وقد أكد الشاهدان غرس الله المحضاوي والصادق بن بلقاسم المهداوي، االذان كانا في الصفوف الأولى للمتطوعين أنهما انطلقا مع مجموعة من المتطوعين يقودهم مصباح الجربوع من مقر ولاية مدنين إلى ثكنة تطاوين ومنها نقلوا عبر الشاحنات العسكرية إلى واد دكوك مكان مرابطة المتطوعين والقيادتين العسكرية والأمنية، ومنه تحولا مشيا على الأقدام إلى رمادة حيث قضوا ليلتهم في واد رمادة على مشارف القرية، وفي الصباح كلف مصباح الجربوع مجموعة من 10 أشخاص بمهمة استطلاعية في منطقتي كنبوت وكنيبيت (تصغير لكنبوت) الواقعتين على بعد حوالي 7 كلم جنوب غربي رمادة وإقامة مركز حراسة متقدم في كنبوت على الطريق الرابطة بين رمادة وبرج البوف.

### أهم مواقع تمركز المتطوعين
وكانت مراكز الحراسة تتلقى التموين من المواطنين في إطار التضامن الوطني الذي نادى به الحزب الدستوري الجديد، عير مراكز لتجميع التبرعات بالمعتمديات وبمركز ولاية مدنين. وهي عبارة عن معجنات وحليب وخبز وسويق.
ويبدو أن الجيش الفرنسي المرابط بالثكنة كان أيضا متحسبا، في ظل التصعيد الذي أبدته الحكومة التونسية، لمواجهات مع الجانب التونسي. فقد ذكر بعض شهود العيان من داخل رمادة أن الجيش قام بحفر الخنادق وتمركز قناصته على أسطح بعض البنايات المقابلة للثكنة وقام عن طريق مضخمات الصوت بدعوة عائلات الجيش إلى الاحتماء داخل الثكنة ومنح الأمان لبقية السكان، وهو ما شكل ناقوس خطر لدى أغلب السكان ومن بينهم المعتمد فعجلوا بمغادرة القرية نحو ذهيبة وواحة العشوش وتطاوين، ولم يبق في المدينة إلا قلة من السكان وبعض الموظفين الذين مكثوا في مواقع عملهم وهو ما أكدته حتى تقارير الجيش الفرنسي. وقد تذمر سكان القرية حسب بعض الشهادات الشفوية من تقصير الحكومة التونسية في مجال الإعلام وتنبيههم بالأخطار المتوقعة.
5 - اندلاع أحداث رمادة (19 فيفري – 25 ماي 1958)
1.5 - أحداث 19 فيفري – 18 ماي 1958
على إثر قرار التصعيد الذي اتخذته الحكومة التونسية بعد قصف الساقية بمزيد تضييق الخناق على الجيش الفرنسي، جاء رد فعل القوات الفرنسية برمادة يوم الأربعاء 19 فيفري 1958. فقد قامت وحدات من الجيش الفرنسي في حركة تحد للحكومة التونسية واستعراض للقوة بمحاصرة القرية واقتحام مقر معتمدية رمادة ومركز الحرس الوطني رمزي السيادة التونسية وقطع الاتصالات الهاتفية بين رمادة ومقر الولاية بمدنين، واقتادت إلى مركز قيادتها المعتمد وعونين من الحرس الوطني و10 أشخاص آخرين بدعوى أنهم يرجعون لنظرها ثم قامت بإطلاق سراحهم في الغد. وقد ذكر مدير مدرسة رمادة فيما حبره بالسجل التاريخي للمدرسة يوم 20 فيفري 1958 بأن أهل القرية عاشوا ليلة 19 فيفري حالة من الهلع والترهيب بعد أن تمت محاصرة القرية من قبل الجيش الفرنسي مما أثر على الحالة النفسية للتلاميذ وهو ما اضطره إلى تقديم وجبة من الحليب الساخن حتى يهدئ من روعهم. وقد تواصل هذا الطوق إلى يوم 22 فيفري حيث رفع الحصار على رمادة بعد تدخل الجنرال قمبياز Gambiez قائد القوات الفرنسية على التراب التونسي الذي أمر قواته برمادة بالانسحاب واحترام السيادة التونسية.
وفي صباح يوم 18 ماي 1958 وحسب ما ورد في جريدة العمل الصادرة يوم 20 ماي 1958 قرر العقيد مولو فك الحصار المسلط على جنوده بثكنة رمادة. فقد «ادرت تشكيلة من الجيش الفرنسي متكونة من 30 سيارة مصفحة مزودة بالرشاشات وبقطع من المدفعية ثكنة رمادة، محاولة اختراق مركز بئر عمير وتحدي حشود المتطوعين المتمترسين هناك لكن المرابطين بالحاجز منعوها من المرور، ورغم أن هذه العملية لم تسفر عن إطلاق نار فإن القوات الفرنسية قامت باختطاف 6 تونسيين واقتيادهم إلى رمادة. لكنها انسحبت صباح يوم 19 ماي بعد تلقيها تعليمات من قادتها العسكريين بالانسحاب وتم إطلاق الرهائن التونسيين». بينما ذكرت تقارير الجيش الفرنسي بأن دورية أمنية للجيش الفرنسي شمال رمادة أوقفت على مستوى بئر عمير من قبل مركز للحراسة يعدّ 8 جنود تونسيين ومنعت من التقدم، فعمد الجنود الفرنسيون إلى تجريدهم من أسلحتهم واقتيادهم إلى رمادة، ثم أطلقوا سراحهم إذعانا لقيادتهم العسكرية التي أمرتهم بضبط النفس وتجنب الدخول في مشاحنات مع الجيش التونسي المرابط شمال واد دكوك احتراما للسيادة التونسية. وهي في اعتقادنا الرواية الأقرب للصحة لأن التقارير العسكرية هي تقارير سرية داخلية تعتمد على الدقة في نقل المعلومات ولم يكن التضخيم الذي ورد في الصحافة الوطنية «الحزبية» في عدد العربات ونوعية التجهيزات إلا من باب المبالغة والدعاية لحشد تعاطف الرأي العام الوطني والعالمي.
ويبدو أن قرار الجيش الفرنسي بتحدي حاجز بئر عمير واحتجاز القائمين عليه، يتنزل في سياق حالة من خيبة الأمل والاختناق اللتين أصبح يعيشها، بعدما صار مهددا بفقدان قواعده الخلفية بكل من تونس والمغرب لدحر الثورة الجزائرية التي عرف نسقها تصاعدا مطردا، كان من نتائجها تمرد جنرالات الجزائر بقيادة ماسو Massu وسلان Salan على حكومة باريس وإعلانهما عن تكوين جبهة الإنقاذ الوطني في 13 ماي 1958 رفضا لإذعان حكومتهم لضغوطات كل من بريطانيا والولايات المتحدة اللتين اختارتا القيام بدور الوسيط بين تونس وفرنسا لتقريب وجهات النظر ومحاولة حل المشاكل العالقة بين الدولتين دبلوماسيا، وحث فرنسا على الاعتراف بحق الحكومة التونسية في جلاء الجيش الفرنسي عن أراضيها. وهو ما رفضه جنرالات الجيش الفرنسي بالجزائر مصممين على عدم التخلي عن «الجزائرالفرنسية» حتى لو اضطروا إلى إعادة احتلال تونس والمغرب من جديد ضمن ما يسمى بعملية «المشذب والمعول» (serpe et pioche) التي برمجت ليوم 25 ماي 1958، وخطط لها أركان الجيش بالجزائر. وقد هدفت الخطة إلى توسيع حرب الجزائر والتحرك على الجبهات الثلاث (تونس والجزائر والمغرب)، لأن المحافظة على الجزائر فرنسي كان مرهونا بحسن مراقبة الحدود الجزائرية التونسية والجزائرية المغربية وهو ما لا يكون إلا بالمحافظة على قاعدة استخباراتية وعسكرية قوية في كل من تونس والمغرب لقطع الطريق أمام جبهة التحرير الوطني ومحاصرتها على التراب الجزائري. وهي استراتيجيا عمدت إليها القيادات العسكرية بالجزائر منذ استقلال تونس والمغرب سنة 1956 باعتبار أن «الهجوم هو أنجع الحلول للدفاع» وفي إطار هذا الشعار تتنزل كل الاعتداءات على المناطق الحدودية انطلاقا من سن «قانون التتبع» لضرب المقاومة الجزائرية في البلاد التونسية، والتي تزايدت بالتوازي مع تنامي تحركات جيش التحرير الجزائري داخل الترابين التونسي والمغربي.
ولا شك أن حادث بئر عمير كان أيضا نتيجة سياسة الحكومة التونسية التي عمدت كما صرح بذلك الجنرال قمبياز إلى التصعيد والترفيع من درجة التوتر، إذ عمدت منذ 17 ماي 1958 إلى سحب فرق من الجيش التونسي من مواقعها على الحدود وتحضيرها للتدخل في الداخل واستولت على مخزونات الجيش الفرنسي من المعدات الطبية. كما استنفرت قواها لتجنيد المدنيين وركزت صحافتها على رفع شعار الجلاء – التعبئة، وذلك إما لإجبار الحكومة الفرنسية على التفاوض حول إجلاء جيوشها من البلاد التونسية أو استدراج العسكريين إلى إطلاق النار على المدنيين وسقوط ضحايا تستغله الدبلوماسية التونسية لتحقيق إدانة عالمية تشكل ضغطا يجبر فرنسا على التفاوض حول جلاء قواتها. وهو ما أكده لنا أحد الشهود الذين تطوعوا برمادة قائلا بأنهم كلفوا باستفزاز الجيش الفرنسي بمنعه من تجاوز السدود المقامة حول ثكنة رمادة.
ما حمل الجنرال قمبياز مسؤولية هذه الأحداث لاستفزازات الحكومة التونسية التي تندرج حسب تقديره ضمن «خطة مسبقة تم تدبيرها في ندوة طنجة التي انعقدت بالاتفاق مع المغرب وجبهة التحرير الجزائرية للتعجيل بإجلاء القوات الفرنسية عن التراب التونسي وتمكين الجبهة من الدعم اللوجستي اللازم على أراضيها تعويضا عن خيبات الأمل التي أصيبت بها هذه الأخيرة على الأراضي الجزائرية. وبالتالي فإن حادث بئر عمير كان مجرد ذريعة لتنفيذ خطة جاهزة. فقد جاء هذا الحادث بعد أيام من انعقاد ندوة طنجة بالمغرب بين 27 و30 أفريل 1958، التي توجت أعمالها باتفاق المؤتمرين من البلدان المغاربية الثلاثة على التكاتف لمساعدة جبهة التحرير الجزائرية على تحقيق استقلال بلدها بتوفير كل الدعم المادي واللوجستي اللازم لها ولا سيما العمل على إجلاء القوات الفرنسية نهائيا عن المغرب وتونس لإيقاف استغلال تراب البلدين كقاعدة للعدوان على الشعب الجزائري. ويبدو أن هذا التقارب بين البلدان المغاربية مع تبلور مفهوم جديد للوحدة، كان مستفزا للجيش الفرنسي مما جعله يرد الفعل.
ورغم أن أحداث 19 فيفري و18 ماي 1958 برمادة لم تسفر على مواجهات مسلحة مباشرة بين الطرفين التونسي والفرنسي فإنها ساهمت في الدفع لمزيد توتير الأوضاع واندلاع أحداث مسلحة في رمادة في الليلة الفاصلة بين 24 و25 ماي 1958. وأعطت دفعا جديدا لعملية الجلاء تجلت من خلال لخطاب التصعيدي الذي ألقاه الحبيب بورقيبة بعد هذه الأحداث والذي خاطب فيه الشعب قائلا «لا بد من الجلاء … إني ألح أن يتم في أقرب الآجال جلاء الجيش الفرنسي عن تونس».
2.5 - أحداث ليلة 24 – 25 ماي 1958 أو «معركة رمادة»
أوردت جريدة الصباح في افتتاحيتها ليوم 25 ماي 1958 خبرا تحت عنوان «معركة حامية تدور رحاها في منطقة رمادة كامل الليل»، مفاده أنه على الساعة السادسة بعد الظهر من يوم 24 ماي 1958 حاولت القوات الفرنسية المرابطة برمادة أن تخترق السد الواقع بكنبوت. لكن القوات التونسية المرابطة بالمكان منعت الجنود الفرنسيين من التقدم وحثتهم على التراجع، فامتنعوا وأطلقوا النار على القائمين على حراسة السد فقامت القوات التونسية برد الفعل. وعلى الساعة السابعة مساء تقريبا عمدت تشكيلة أخرى غادرت ثكنة رمادة قاصدة خط كنبوت لنجدة التشكيلة السابقة، بإطلاق النار على المراكز التونسية المنتصبة للحراسة قرب رمادة، فواجهتها القوات التونسية مرة أخرى بالرد على هذا الاعتداء. واستمر إطلاق النار دون أن يتمكن الجيش الفرنسي من اجتياز السد وانسحب بعد أن سقط في صفوفه 4 قتلى وفقد 4 سيارات عسكرية وحجزت سيارتان أخريان. وبعد أن توقف إطلاق النار لوقت قصير جاءت تعزيزات من الجنود الفرنسيين قادمة من برج البوف وأرادت مباغتة القوات التونسية من الخلف، إلا أن مجموعة من المتطوعين أوقعتهم في كمين خسر خلاله الفرنسيون قتيلا و16 جريحا وعربتين عسكريتين. وقد ذكر المصدر ذاته أن المعركة تواصلت إلى الساعة الثاني من فجر يوم 25 ماي 1958، حيث قامت القوات التونسية بمحاصرة برج رمادة باستعمال قذائف الهاون وأسلحة أوتوماتيكية. ومع الاختلاف في تحميل المسؤوليات لمن بادر بإطلاق النار فقد ذكرت المصادر العسكرية الفرنسية تقريبا نفس الرواية للأحداث، إذ ذكر الجنرال قمبياز في تقريره المذكور سابقا بأن «المعركة انطلقت حوالي السادسة والنصف من مساء يوم 24 ماي لكن القوات الفرنسية لم تطلق النار إلا مع الساعة السابعة مساء عندما تعرضت للرصاص حين كانت بصدد إجلاء سيارة عسكرية تعطلت خلال اشتباك مع مركز حراسة على الطريق بين رمادة وبرج البوف مما دفعها إلى تعزيز حراستها حول الثكنة والمطار، وفي حدود الساعة الثالثة صباحا أصبحت الأوضاع أكثر خطورة حيث تمكن المهاجمون من الاقتراب من الثكنة ومن السيارات العسكرية الفرنسية معززين بقذائف الهاون». مما اضطر العقيد مولو قائد الجيش الفرنسي إلى إطلاق صيحة فزع إلى رؤسائه ليلة 24-25 ماي 1958 أعرب فيها على أن الأوضاع أصبحت حرجة جدا وأن المهاجمون أصبحوا على بعد 30 مترا من عرباتهم العسكرية، وهو ما أجبر القيادة العسكرية بقابس على إعطاء تعليماتها «بتحرير الطريق إلى رمادة واستعمال كل الوسائل الكفيلة بذلك».
ويبدو أن هناك تقاطعا بين الروايتين الشفوية والرسمية مع توفر تفاصيل أكثر بالنسبة للرواية الشفوية التي تستند إلى شهود عيان وفاعلين شاركوا في هذه الأحداث، دون التغافل عن ضرورة التحفظ والحذر مما يمكن أن يشوب مثل هذه الروايات من ذاتية تصطبغ بروح المبالغة أحيانا. فقد أكد بعض الشهود، الذين كلفوا بحراسة حاجز كنبوت على الطريق الرابطة بين رمادة وبرج البوف، بأن مجموعتهم أقدمت عشية 24 ماي على إيقاف عربات عسكرية كانت قادمة من رمادة ترمي إلى اجتياز حاجز كنبوت وحذرتها من مغبة التقدم لكنها رفضت ففتحت عليها النار مما اضطرها للتراجع. وخشية تطويقهم من الخلف نصب المتطوعون كمينا لسيارات عسكرية فرنسية كانت قادمة من برج البوف نحو رمادة لتقديم العزيزا، وتمت مباغتتها بإطلاق نار كثيف أسفر على عدد من الجرحى والقتلى من الطرفين وانسحب بقية المتطوعين من جديد نحو الجبال المحيطة. لكن الشهود لا يذكرون عدد القتلى أو الجرحى من الطرفين. وتذكر شهادة أخرى أن مجموعة من المتطوعين كانت قريبة من رمادة، عمدت في نفس الليلة إلى محاصرة الثكنة وإطلاق النار نحوها محتمية بمدرسة القرية قبالة الثكنة مما أدى إلى مقتل مدير المدرسة وزوجته وأبنائهما.
وبالتالي فقد تحدثت كل الروايات سواء الرسمية (تونسية وفرنسية) أو الشفوية عن اندلاع سلسلة من الهجومات المسلحة من الجانب التونسي على الجيش الفرنسي في أوقات وأماكن مختلفة طيلة الليلة الفاصلة بين 24 و25 ماي 1958، كان أهمها الهجوم على رتل من السيارات العسكرية في منطقة كنبوت والهجوم على ثكنة رمادة. ولعل ما يجب تسجيله من خلال هذه الهجومات أنها استعملت أسلوب حرب العصابات لتفادي الالتحام المباشر مع الجيش الفرنسي لعدم تكافؤ موازين القوى بين الطرفين، لذلك فإن الحديث عن «معركة رمادة» يبدو مبالغا فيه شيئا ما لأن المعركة تقتضي الالتحام المباشر بين جيشين نظاميين. زلعل سقوط عديد الضحايا من الجانبين، يعود إلى أن المنطقة لم تكن ملائمة لحرب العصابات لأنها منطقة مكشوفة ومنبسطة وخالية نسبيا من الغطاء النباتي، هذا علاوة على أن الفرنسيين استعملوا القنابل المضيئة لكشف المكان كما ذكر في الشهادات الشفوية.
ورغم جسامة الخسائر البشرية التي تكبدها التونسيون فقد أظهرت هذه الهجومات للفرنسيين وللعالم قدرة التونسيين على تهديد الوجود الاستراتيجي للفرنسيين بتونس باستعمال السلاح، لكنها أيضا أقامت الحجة على تحمس المتطوعين الزائد ودخولهم في مواجهات غير متوازنة مع جيش نظامي يفوقهم عدة وعتادا.
3.5 - أحداث صباح 25 ماي 1958
مثل تطويق ثكنة رمادة واستعمال السلاح ضد الجيش الفرنسي في «عقر داره» إهانة تنذر بجدية التهديدات التي أصبحت تداهم الوجود الفرنسي بالبلاد التونسية، وهو م دفع القوات الفرنسية إلى استنفار كل إمكانياتها الدفاعية في محيط البرج والتفكير في استخدام الدفاع الجوي خاصة بعد أن أصبح «المهاجمون التونسيون» مدعومين بالمدفعية على بعد أمتار من الثكنة. وفعلا فقد شهدت المنطقة صباح يوم 25 ماي 1958 قدوم طائرات حربية لقصف القرية فك الحصار على الثكنة، وقد ذكر مصدر عسكري تونسي أنها تنتمي إلى الوحدات الجوية الفرنسية بالجزائر (قاعدة تبسة). إلا أن الجنرال قمبياز نفى قدوم هذه الطائرات من الجزائر وأقر بأنه أعطى أوامره للجنرال قونبو Gombeau قائد وحدات الجنوب بقابس لقصف رمادة باستعمال طائرات TBM وB26، كما أكد بأنه اتخذ منذ بداية ليلة 25 ماي قرارا يقضي بوضع فيلق المضليين في الجزائر في حالة استنفار للتدخل فجرا، واجتنابا لتدخل قوات من الجزائر فقد رأى استقدام سريتين تتنقلان جوا من بنزرت لتمكين وحدة رمادة من غطاء جوي متواصل طوال اليوم. لكن هذين الإجراءين لم ينفذا بسبب وقف العمليات الذي تم حوالي منتصف النهار من نفس اليوم.
طال القصف الفرنسي شعاعا يمتد على 40 كم شمال رمادة طولا وعدة كيلومترات عرضا ووجهت الطائرات نيرانها على الأخص نحو المراكز التونسية الواقعة بكنبوت وبئر عمير وواد دكوك لمدة 5 ساعات تمكن على إثرها الجيش الفرنسي من استرجاع السيطرة الميدانية على المنطقة وتمشيطها في غضون ساعات من انتهاء القصف.
4.5 - الخسائر المادية والبشرية لأحداث رمادة
تحدثت الصحف الوطنية عن خسائر مادية وبشرية عديدة في رمادة وخاصة في صفوف المدنيين. فقد ذكرت بأن القوات الفرنسية أحرقت عدة مساكن ومستودع قمح مخصصا لحظائر التشغيل المقامة لمكافحة البطالة، واستهدفت عدة مساكن أخرى وأصابت حظيرة للأشغال العمومية وسيارات إسعاف كما قام الجنود الفرنسيون بنهب الدكاكين والمساكن وتخريب مركزي المندوبية والحرس الوطني أثناء عمليات التمشيط. ونصبوا في مدخل القرية مراكز لتفتيش جميع المارين ومصادرة ما يمتلكون. وبصرف النظر عن مدى صحة هذه المعلومات فمن المفيد التذكير أن الصحف الوطنية تكون في الغالب انطباعية وربما تحمل شيئا من التضخيم من أجل الدعاية المضادة. لكن ذلك لا ينفي وقوع خسائر مادية أكدها بعض شهود العيان ممن علقوا بالقرية أثناء الأحداث أو الصحفيين الذين زاروا رمادة في فترة لاحقة، هذا علاوة على أقرته التقارير العسكرية الفرنسية الصادرة مباشرة بعد انتهاء الأحداث برمادة.
أما عن الخسائر البشرية فقد ذكرت الإحصائيات الأولية الواردة في الصحف الوطنية العثور على 9 قتلى و5 مفقودين من المدنيين. وقد صرح والي مدنين في لقائه مع الصحفيين الذين زاروا الولاية في بداية شهر جوان بأن «القوات الفرنسية اغتالت مدير المدرسة البشير النبهاني وعائلته وامتنعت عن اطلاعهم على مكان دفنهم، واختطفت معلم المدرسة الذي يرجح بأنه قتل». كما اتهم الجيش الفرنسي باغتيال عديد التونسيين الذين بقوا بالبلدة ولم يرحلوا عنها» وهو ما أقرته التقارير العسكرية الفرنسية التي اعترفت بقتل مجموعة من التونسيين أثناء تمشيط القرية بعد قصفها بالطيران يوم 25 ماي 1958 وفي الأيام التي تلته.
وقد ضمّت القائمة الاسمية لشهداء رمادة الواردة في السجل القومي للشهداء 38 شهيدا، بينما تحدثت المصادر العسكرية الفرنسية عن 58 قتيلا. مما يدل على أن هذا السجل لا يضم كل الشهداء كما أن تاريخ وفاة بعضهم ورد خاطئا ومنهم من كانت وفاته بعد سنة 1958، مما يجعلنا نتعامل بتحفظ مع هذه القائمة. ومع ذلك فإننا نعتبر أن عدد ضحايا أحداث رمادة كان مرتفعا مقارنة بقتلى الجانب الفرنسي وذلك على الرغم من محدودية العمليات العسكرية على المستويين المكاني والزماني.
علقت بعض الأسماء التي قضت نحبها في أحداث رمادة بالذاكرة الوطنية وارتبطت بذكرى معركة رمادة في 25 ماي من كل سنة. وقد تصدّر قائمة هذه الأسماء مصباح الجربوع الذي اغتاله الجيش الفرنسي في بداية الليلة الفاصلة بين 24 و25 ماي 1958 ، وقد هزّ اغتياله الرأي العام الوطني باعتباره من أبرز قادة المقاومة المسلحة في الخمسينات ومن الذين تحيّزوا إلى صف بورقيبة إبان الخلاف اليوسفي-البورقيبي. وقد اتفقت جل الروايات التي اطلعنا عليها أن وفاة الجربوع لم تكن في مواجهة عسكرية مباشرة مع الجيش الفرنسي بل أن عربة عسكرية فرنسية داهمته في أرض منبسطة مع رفيقه علي المخلبي واغتالتهما دون أن يطلقا رصاصة واحدة. وقد تم تجريدهما من أوراقهما وأسلحتهما ثم أبعدا عن مكان الاغتيال حيث عثر على الجربوع بعد شهر من اغتياله قرب برج البوف. وقد أخذ اغتياله بعدا أسطوريا في الأوساط الشعبية وبلغ قمة المجد فرثاه الشعراء الشعبيون ونسجت الذاكرة الشعبية نهاية تليق بنضاله حيث شاع بأنه استشهد وهو يحاول التصدي لقصف الطائرات الفرنسية قرب ثكنة رمادة. وهي الرواية التي تنطبق مع الرواية الرسمية ومع مضمون السيناريو الذي تبناه المخرج التونسي عمار الخليفي في شريط «الفلاقة»، الذي أخرجه سنة 1970 تخليدا لذكرى مصباح الجربوع مع إضافة بعض «البهارات» الرومنسية التي تستوجبها الفرجة السينمائية. ومن أشهر القصائد في رثاء الجربوع قصيد للشاعر ضو الأبيض اللملومي قال فيها:
نهار اللي جِتْ وفايته مقرية التلفون خبر والكلام انشاد
وجاء لبني خداش تل ضيق عشية ومن الحوايا اصنتوه أفراد
بكت النساء والرجال والذرية حتى صغير السن كيف انـزاد
على قايد الثوّار والوطنية نهار الخميس كبّوا عليه الحاد
كما هزّ الرأي العام الوطني والعالمي خبر اغتيال مدير المدرسة البشير النبهاني وعائلته ومعلم المدرسة الطاهر بوضرع وهو ما أكده لنا أحد شهود العيان، ممن علقوا بالقرية ليلة 25 ماي 1958 في مبنى الأشغال العامة (برفقة اثنين من زملائه ومعلم المدرسة الطاهر بوضرع). فقد ذكر الشاهد أن مجموعة من المتطوعين حاصروا الثكنة وأخذوا في إطلاق النار من المدرسة المقابلة لها، مما اضطر الجيش الفرنسي إلى توجيه قنابل مدافعه وأسلحة قناصته الذين كانوا يعتلون مبنى الرصد الجوي نحو المدرسة ومحيطها فمات فيها. وهو السيناريو الذي أقر به أيضا العقيد مولو في لقائه مع الصحفيين برمادة قائلا «إن مدير المدرسة كان يطلق النيران من المدرسة صحبة بعض الأهالي». وقد رجح نفس المصدر، أن الجيش الفرنسي لم يكتف بقصف المدرسة وإنما اقتحمها وقام بإعدام المدير وزوجته وأبنائه الأربعة ثم ألقى جثثهم بعيدا في جبل قريب من القرية. وهي رواية تتقاطع مع ما عاينه الصحفيون الذين زاروا المدرسة، إذ أكدوا أنهم «عندما دخلوا إلى المدرسة والدار التي كان يقطنها المدير وعائلته وجدوا قفل الباب محطما والجدران مرشوشة بدمار الرصاص وملوثة ببقاع الدم وأرض الدار مكسوة بالطباشير والتوابل وبقايا الخرطوشّ». بينما ذكرت التقارير العسكرية بأن النبهاني عثر عليه مقتولا لأنه شارك في الهجوم على الثكنة مع مجموعة من «المهاجمين» الذين تحصنوا بالمدرسة، بينما قتل أبناؤه وزوجته أثناء اقتحام المدرسة بعد استكمال العمليات العسكرية صباح 25 ماي 1958.
كان تأكيد اغتيال مدير المدرسة وأفراد عائلته بعد العثور على جثثهم في أواخر شهر ماي هزة قوية للرأي العام الوطني والعالمي. وقد تم تشييع جثامينهم بجرجيس يوم 5 جوان 1958 بحضور عبد الله فرحات مدير الديوان الرئاسي ومحمود المسعدي كاتب الدولة للتربية القومية، الذي أصدر بيانا ينعي فيه المربي الشهيد.
أما عدد الضحايا من الجيش الفرنسي فقد وردت عنه معلومات متضاربة: فقد تحدثت جريدة العمل عن سقوط 5 قتلى و16 جريحا حلال مواجهات ليلة 25 ماي وصرّح والي مدنين عن سبعة قتلى من الفرنسيين و17 جريحا، لكن العقيد مولو اعترف في تصريحه للصحافة العالمية بإصابة 4 من رجاله منهم قتيلان فقط. مما يؤكد رغبته في التحفظ عن العدد الحقيقي للضحايا، بينما ذكرت التقارير العسكرية بين 6 و8 قتلى و14 جريحا. ومهما يكن عدد القتلى من الفرنسيين فإن سقوط عدد منهم في مواجهات مع مجموعة من المدنيين والعسكريين التونسيين قليلي الخبرة كان أمرا مهينا لجيش نظامي عريق.

### معركة رمثة 1915[83]
رمثة، مكان يقع في منفذ سلسلة جبال تطاوين على سهل الجفارة جنوب تطاوين ويبعد عنها نحو 30 كلم مرورا بقلعة أولاد شهيدة الواقعة جنوب الولاية على مسافة نحو 20 كلم. وهي ساحة فسيحة يحتضنها الجبل من الشمال والشرق وتطلّ عليها ربوة تحتها واد جاف من الغرب، أمّا من الجنوب فهي تطلّ على سهل متسع يمتد إلى الحدود الليبية، وهو سهل الجفارة. وقد استغلت الجيوش الفرنسية هذه المنطقة لإقامة ثكنة لها تسكنها الحامية التي تتكوّن من السريّة 125 مدججة بعتاد كامل من بنادق ورشاشات وعدد من الخيول.
يوم 25 سبتمبر 1915، قرّر المجاهدون الذي كان عددهم يتراوح بين 300 و 400 مجاهد يقودهم شيخ الكراشوة «عمر الأبيض» الهجوم على مركز رمثة وقطع الطريق عن جنود المستعمر. وبدأ الهجوم من الجهتين الغربية والشرقية في معركة غير متكافئة وقد نجح المجاهدون في تكبيد المستعمر خسائر بشرية ولوجيستية ضخمة.
إستمرّت معركة رمثة على مدى يومين 25 و 26 سبتمبر 1915 وانتهت بسقوط 50 قتيلاً و 40 جريحاً من الجانب الفرنسي، واستشهاد 13 مجاهدا من التونسيين أبناء ولاية تطاوين حسب ما رواه المؤرخون رغم انّ الروايات تفيد بسقوط أكثر من ذلك وإصابة الكثير من الرجال والنساء من أبناء «أولاد شهيدة».

### III - معركة ذهيبة 1915
في سنة 1897 عُيّن ضابط من هذا المكتب للإشراف على بناء برج ذهيبة ومنذ ذلك التاريخ أصبحت ذهيبة مركزا متقدما تابعا لتطاوين يصل قطاعها جنوبا إلى غدامس وشرقا إلى مشهد صالح. وجهة ذهيبة لم تكن مأهولة قبل قدوم الفرنسيين وصحيح أن الودارنة كانت تعبر تلك النواحي، لكن الإقامة بها توقفت منذ قرار عرش الذهيبات الإلتحاق بمرتفعات مطماطة. ولسنا ندري متى تم ذلك، لكن الثابت أنه كان بسبب انعدام الأمن. وكان الذهيبات يقيمون بين الظاهر ووادي سمنة وكانوا متصلين شرقا بوازن الليبية. كما تجدر الإشارة إلى أن وَجيه الذهيبات “خلفة بن مليان” بادر بالرجوع إلى أرض الأجداد سنة 1898 صحبة مجموعة من العائلات، التي تصل إلى 100 عائلة تقريبا. ولعل الهدوء الذي ساد في تلك الفترة سمح للضباط الفرنسيين بإصدار تقارير تفيد باستتباب الأمن، لكن الواقع كان غير ذلك حيث اندلعت بالجنوب انتفاضة بداية من سنة 1915، سُمِّيت معركة ذهيبة.

### معركة ذهيبة: الحالة العامة[86]
سبقت المعركة عدة مناوشات بين الفصائل الفرنسية المتنقلة داخل القطاع وبعض المقاومين آنذاك، ففي يوم 13 سبتمبر 1915 اعترض محمد بن مذكور الشهيدي مع أربعين فارسا عنصر استطلاع بقيادة النقيب “مقربي” في وادي المرطبة، وبالتحديد قبالة العلامة الحدودية 108، وقد سقط فيها من الجانب الفرنسي عريف وجندي. وفي يوم 14 سبتمبر 1915 اصطدمت فرقتان من القومية وسرية مشاة وفصيل بقيادة النقيب “مقربي” بحوالي 500 مقاوم في جبل عفينة (5 كلم/ ذهيبة) وسقط 12 قتيلا و 10 جرحى من الجانب الفرنسي و 100 قتيل وجريح تونسي. ربما كان المقاومون قد استنتجوا أن الفرنسيين قد ركنوا إلى الراحة ودخلوا في الروتين بعد 10 سنوات من الهدوء بالجنوب وأن هذه الفترة كانت كافية لأن يستجمع المقاومون قواهم.

### مقارنة بين القوتين
عبر مقارنة سريعة بين القوتين المتقابلتين يمكن القول أن الكفة متعادلة في المعدات وخاصة أن رجال المقاومة قد استطاعوا الاستيلاء على عدد كبير من الأسلحة والذخيرة الإيطالية في ليبيا أو الفرنسية في تونس، والتي بدأ استعمالها إبان الحرب العالمية الأولى. كانت أبرز أسماء الأسلحة بندقية الموزر “أم العشرة” (لأنها ذات عشر طلقات) وكذلك بندقية إيطالية سُمّيت “الدقرة”، وبوصوانة وأم حربية ومسدس بوستت أو بوجرارة. أما الأفراد فقد تقابل في الواقعة 800 مقاوم ضد فرقة من الشاسور دافريك وفصيل رشاشات، تبدو الكفة راجحة كما يبدو لفائدة المقاومين وسوف يسارع الفرنسيون بعد معركة ذهيبة إلى جلب آلاف العسكريين مدججين بأسلحة متطورة لمجابهة الوضع.

### الوضع التكتيكي
مكنت المناوشات التي جدت أيام 13 و 14 سبتمبر 1915 المقاومين من استطلاع الحالة وجمع المعطيات عن المنشآت العسكرية الفرنسية، كما أن السكان كانوا يساعدونهم في ذلك. كان هذا الوضع ملائما لزيادة التحرش بالحاميات الفرنسية بأقصى الجنوب.

### ميدان المعركة
الظاهر، هي مرتفعات يبلغ علوها ما بين 400 و 600 متر تتقوس باتجاه الشرق عند المرور برمادة في اتجاه ذهيبة وتتواصل هذه الجبال إلى ليبيا. الظاهر أجرَد وغير صالح للزراعة وتقل به المياه، أما فصل المعركة فهو آخر الصيف حيث تشتد الحرارة. نسجل إذن عدم تعود الفرنسيين على هذا الميدان وهذا الطقس.

### المعركة

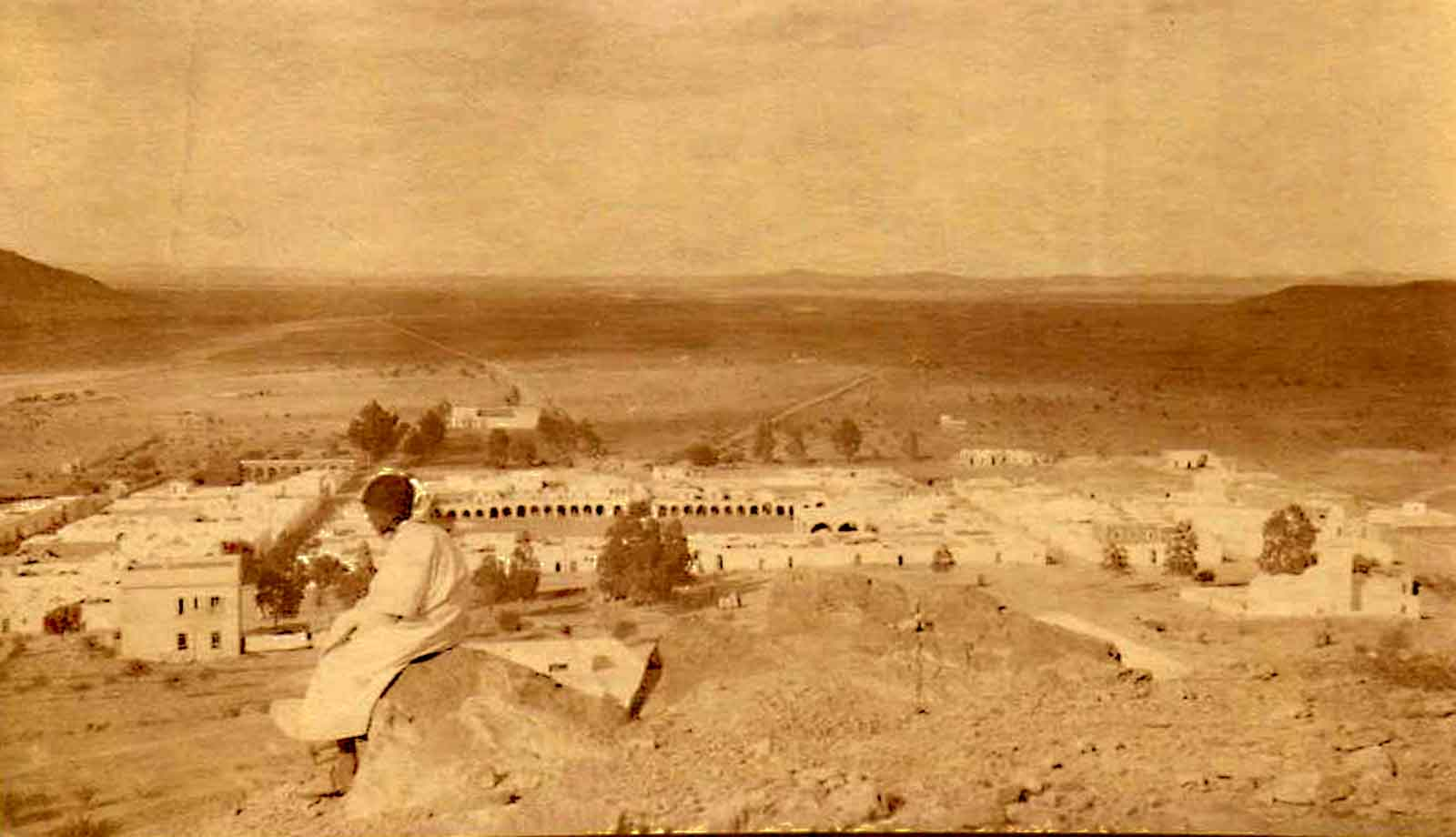
مشهد عام لمدينة تطاوين سنة 1925.

في صبيحة يوم 15 سبتمبر قرّر قائد حامية ذهيبة الرائد “ابات” الانتقام من المقاومين المنتصبين على الحدود بين وازن وذهيبة نتيجة الخسائر الفادحة في الأرواح والعتاد التي تكبدها الفرنسيون في اليوم السابق بمعركة جبل عفينة. وكانت القوة الفرنسية المهاجمة متكونة من فرقة من “الشاسور دافريك” وفصيل رشاش. ونرى من الضروري تسجيل الملاحظة التالية؛ الفرقة في مصطلح التشكيلات العسكرية هي عبارة عن ثلاثة ألوية معززة والراجح أن مؤلف الكتاب الذي رجعنا له قد خلط بين الفرقة والكتيبة علما وأنه ترجم المعلومة من وثيقة فرنسية. أما عدد المقاومين فقد كان يبلغ الثماني مائة مقاتل. ولعل المقاومين كانوا يتوقعون الهجوم حيث اعترضوا الفرنسيين في مكان يُعرف بضهرة النصف، في الطريق الرابط بين ذهيبة ووازن. والميدان كما ذكرنا جَبلي حجري وعر، زيادة على حرارة طقس سبتمبر مما كان له تأثير سلبي على الجنود الفرنسيين.
اندلعت الواقعة على الساعة السابعة صباحا وانتهت على الرابعة عشر بعد زوال نفس اليوم أي أنها دامت سبع ساعات. انتهت المعركة بانتصار ساحق للمقاومين ولولا وصول النجدة التي طلبها الفرنسيون في الوقت المناسب لتأمين انسحابهم لتمت إبادتهم على آخرهم، فقد قامت ثلاثة عناصر بقيادة الرائد “لامبير” والرائد “مارسيل” والنقيب “بن داود” بتغطية ارتداد أصدقائهم ونجحوا في فك حصارهم وأنقذوهم من كارثة كانت ستلحق بهم. من الجانب الفرنسي، قُتل 28 عسكريا كان من ضمنهم الملازم أول “مارييه ” وجُرح 37 عسكريا كان من بينهم النقيب “مقربي” والنقيب “بتي” والملازم أول “جائي”. أما من المقاومين فقد قُدّرت الخسائر بحوالي 150 ما بين قتيل وجريح.

### الدروس العسكرية المستخلصة
استعمل الفرنسيون الاحتياط كأحسن ما يكون، وهو مبدأ حربي معروف ولولاه لدارت الدائرة عليهم. أما عنصر المفاجأة فقد أحسن المقاومون استخدامه وتمكنوا من مباغتة الفرنسيين. وبالنسبة للاستعلامات فقد تمكّن المقاومون من الإستعلام عن تحركات الفرنسيين نحوهم وهذا يُفسر الدور الهام الذي تشغله الإستعلامات قبل الحرب. كما اعتمد المقاومون على الوازع الديني الذي حثهم على الجهاد في سبيل الله وأبلوا البلاء الحسن بواسطة هذا الدافع القوي. إضافة إلى معرفة الميدان والتعود عليه، حيث دارت المعركة في منطقة صحراوية ذات مناخ حار وتضاريس جبلية متحجرة لم يتعوّد الفرنسيون القتال فيها، فسَهّل على المقاومين المتأقلمين مع هذا المناخ الانتصار عليهم.
ساهمت معركة ذهيبة في تردّي الوضع الأمني في أقصى الجنوب فأصبحت لا تنتهي مناوشة إلا لتبدأ أخرى، ولعل الحادثة الملفتة للانتباه هي إقدام مخزن مشهد صالح، المتكون من 28 فردا، يوم 23 سبتمبر 1915 على إخلاء المركز والإلتحاق بالمقاومين حاملين أسلحتهم وذخائرهم وتبعهم 6 مخازنية من مركز الشقيقة. واضطر العقيد “تريسترنيل” القائد العسكري لمنطقة ورغمة المنتصب بمدنين للتحّول إلى ذهيبة بعد توقف الاتصال بين مدنين وتطاوين وذهيبة إثر قطع المقاومين خطوط الهاتف. وصدرت الأوامر بالجلاء عن مراكز بيربيستور وبرج بارفانكيار وجنين، وتم جلب جيوش جديدة بداية من 25 سبتمبر 1915 متكونة من أربع كتائب زواف، وكتيبة ترايول وكتيبتان شاسور دافريك، وخمس كتائب مدفية وخمس كتائب سباييس ومجموعة مَهاري، وعُيّن الجنرال “بوايي” لقيادة الجنوب التونسي وتنظيمه. وفعلا كانت نتائج معركة ذهيبة وخيمة على الفرنسيين، فهل سيُرهب السلاح الجديد والجيش الجرار الثوّار؟ يمكن أن يكون هذا موضوعا لدراسة المواجهات التي حدثت بعد معركة ذهيبة.

## السياسة

### رؤساء البلديات
| رئيس البلدية (العمدة) | الحزب       | بداية العهدة  | نهاية العهدة  | ملاحظات                                                                    |
| --------------------- | ----------- | ------------- | ------------- | -------------------------------------------------------------------------- |
| علي مورو              | مستقل       | 8 أبريل 2011  | 25 يونيو 2011 | رئيس نيابة خصوصية، عين بعد الثورة التونسية في 2011 إثر حل المجالس البلدية. |
| مختار العامري         | مستقل       | 25 يونيو 2011 | 10 يوليو 2012 | رئيس نيابة خصوصية.                                                         |
| مبروك الحرابي         | حركة النهضة | 10 يوليو 2012 | 24 يوليو 2014 | رئيس نيابة خصوصية.                                                         |
| الصادق البوصاعي       | مستقل       | 26 يونيو 2015 | 12 أبريل 2017 | رئيس نيابة خصوصية.                                                         |
| رشيد بالآغة           | مستقل       | 12 أبريل 2017 | 16 أغسطس 2017 | رئيس نيابة خصوصية.                                                         |
| المولدي التركي        | مستقل       | 16 أغسطس 2017 | 21 يونيو 2018 | رئيس نيابة خصوصية.                                                         |
| بوبكر صويد            | حركة النهضة | 21 يونيو 2018 | الآن          | انتخب في الانتخابات البلدية التونسية 2018.                                 |

## الاقتصاد
تجدر الإشارة إلى أن آبارا نفطية في جهة البرمة (غير بعيد عن الحدود الجزائرية) كانت عاملا أساسيا في نهضة اقتصاد تونس قبل نزوحها في هذه السنوات الأخيرة ويقدر إنتاج ولاية تطاوين من النفط 81% أي حوالي 154 ألف برميل في اليوم سنة 2006. أما المنشآت الصناعية في الولاية فهي حديثة فرغم أن الدولة شجّعت المستثمرين على الذهاب إلى تطاوين والاستثمار في مجالات عدة نظرا للمخزون الهام الذي تزخر به من المواد الأولية كالجبس الرخام إلا أن المنشئات الصناعية بالجهة لم تتكاثر مما جعل تطاوين الولاية أكثر بطالة من بين كل الولايات التونسية. تم إحداث بعض الوحدات الصناعية بالجهة حيث تم إنشاء معمل المياه المعدنية بالحي الإداري الجديد الذي كان يسمى قبل الثورة بحي 7 نوفمبر ثم بعد ذلك تم إنشاء معملين للجبس بمنطقة وادي الغار التي تبعد عن مركز المدينة حوالي 16 كلم هذا بالإضافة إلى معمل لإنتاج الآجر بمنطقة البئر الأحمر. في منطقة بني مهيرة أيضا تم بعث مشروع الملاحات وهو مشروع واعد نظراً للمخزون الهائل من مادة الملح كل هذا في انتظار أن يتم إحداث وحدة لتعبئة الغاز بعد انطلاق مشروع نوارة للغاز الطبيعي في العمل والإنتاج وهو أضخم حقل تونسي لإنتاج الغاز الطبييعي والذي تم إنشاؤه بالشراكة مع الشركة النمساوية OMV في صحراء تطاوين.

## الثقافة

### المتاحف
- متحف ذاكرة الأرض بتطاوين الذي افتتح في 1 أبريل 2000.

## الرياضة
{{قسم فارغ|تاريخ=جويلية 20
اتحاد تطاوين أسس سنة 1998